# Atletica leggera ai Giochi della IX Olimpiade - Salto con l'asta
La competizione del salto con l'asta di atletica leggera ai Giochi della IX Olimpiade si tenne il giorno 1º agosto 1928 allo Stadio Olimpico di Amsterdam.

## L'eccellenza mondiale
| Primatista mondiale      | 4,30      | Lee Barnes | Presente |
| Primatista europeo       | 4,25 1925 | Carl Hoff  | Assente  |
| Vincitore dei Trials USA | 4,19      | Lee Barnes | Presente |

1. ↑  Record stabilito il 28 aprile 1928.

Lee Barnes è il primo campione olimpico del Salto con l'asta che si ripresenta quattro anni dopo in pedana.

## Risultati

### Turno eliminatorio
Qualificazione3,66 m
Nove atleti ottengono la misura richiesta.
| Pos. | Concorrente         | Nazione       | Misura |
| ---- | ------------------- | ------------- | ------ |
| Q.   | János Karlovits     | Ungheria      | 3,66   |
| Q.   | Lee Barnes          | Stati Uniti   | 3,66   |
| Q.   | Bill Droegemueller  | Stati Uniti   | 3,66   |
| Q.   | Yonetaro Nakazawa   | Giappone      | 3,66   |
| 10   | Aksel Nikolajsen    | Danimarca     | 3,50   |
| 10   | Laurence Bond       | Gran Bretagna | 3,50   |
| 14   | Age van der Zee     | Paesi Bassi   | 3,30   |
| 14   | Gérard Noël         | Belgio        | 3,30   |
| 14   | Stelios Benardis    | Grecia        | 3,30   |
| -    | René Joannes-Powell | Belgio        | NM     |

| Pos. | Concorrente         | Nazione     | Misura |
| ---- | ------------------- | ----------- | ------ |
| Q.   | Charles McGinnis    | Stati Uniti | 3,66   |
| Q.   | Henry Lindblad      | Svezia      | 3,66   |
| Q.   | Julius Müller       | Germania    | 3,66   |
| Q.   | Sabin Carr          | Stati Uniti | 3,66   |
| Q.   | Henry Petersen      | Canada      | 3,66   |
| 10   | José Culí           | Spagna      | 3,50   |
| 10   | Ralph Spearow       | Belgio      | 3,50   |
| -    | Argyris Karagiannis | Grecia      | NM     |
| -    | Pierre Ramadier     | Francia     | NM     |
| -    | Robert Vintousky    | Francia     | NM     |

### Finale
Il campione in carica, Lee Barnes, arriva solo quinto con 3,95.
| Pos.    | Atleta             | Età | Nazione     | Misura | Salti di finale | Salti di finale | Salti di finale | Salti di finale | Salti di finale | Spareggio | Spareggio |
| Pos.    | Atleta             | Età | Nazione     | Misura | 3,90            | 3,95            | 4,10            | 4,20            | 4,31            | 4,10      | 3,95      |
| ------- | ------------------ | --- | ----------- | ------ | --------------- | --------------- | --------------- | --------------- | --------------- | --------- | --------- |
| Oro     | Sabin Carr         | 24  | Stati Uniti | 4,20   | O               | XXO             | O               | O               | XXX             |           |           |
| Argento | Bill Droegemueller | 22  | Stati Uniti | 4,10   | O               | XXO             | O               | XXX             |                 |           |           |
| Bronzo  | Charles McGinnis   | 22  | Stati Uniti | 3,95   | O               | O               | XXX             |                 |                 | O         |           |
| 4       | Henry Petersen     | 28  | Canada      | 3,95   | O               | O               | XXX             |                 |                 | X         | O         |
| 5       | Lee Barnes         | 22  | Stati Uniti | 3,95   | O               | O               | XXX             |                 |                 | X         | X         |
| 6       | Yonetaro Nakazawa  | 25  | Giappone    | 3,90   | XO              | XXX             |                 |                 |                 |           |           |
| 7       | Henry Lindblad     | 22  | Svezia      | 3,90   | XXO             | XXX             |                 |                 |                 |           |           |
| 8       | János Karlovits    | 29  | Ungheria    | 3,80   |                 |                 |                 |                 |                 |           |           |
| 9       | Julius Müller      | 25  | Germania    | 3,65   |                 |                 |                 |                 |                 |           |           |